# География Ливии
Ливия — государство в Северной Африке на побережье Средиземного моря.

## Географическое положение и границы
Ливия находится в Северной Африке. Занимает площадь 1 759 540 км2. Общая протяженность сухопутной границы — 4 383 км, в том числе с Алжиром — 982 км, Чадом — 1 055 км, Египтом — 1 150 км, Нигером — 354 км, Суданом — 383 км, Тунисом — 459 км. Береговая линия страны (побережье Средиземного моря) — 1 770 км.

## Рельеф
Большую часть территории страны занимает низкое плато (высота от 200 до 600 метров). Побережье Средиземного моря расчленено слабо, вдоль него протягивается низменная равнина. На юге страны расположено горное плато Тибести. Здесь находится высшая точка страны — гора Бикку-Битти (араб. بتة) — высота 2 267 метров.

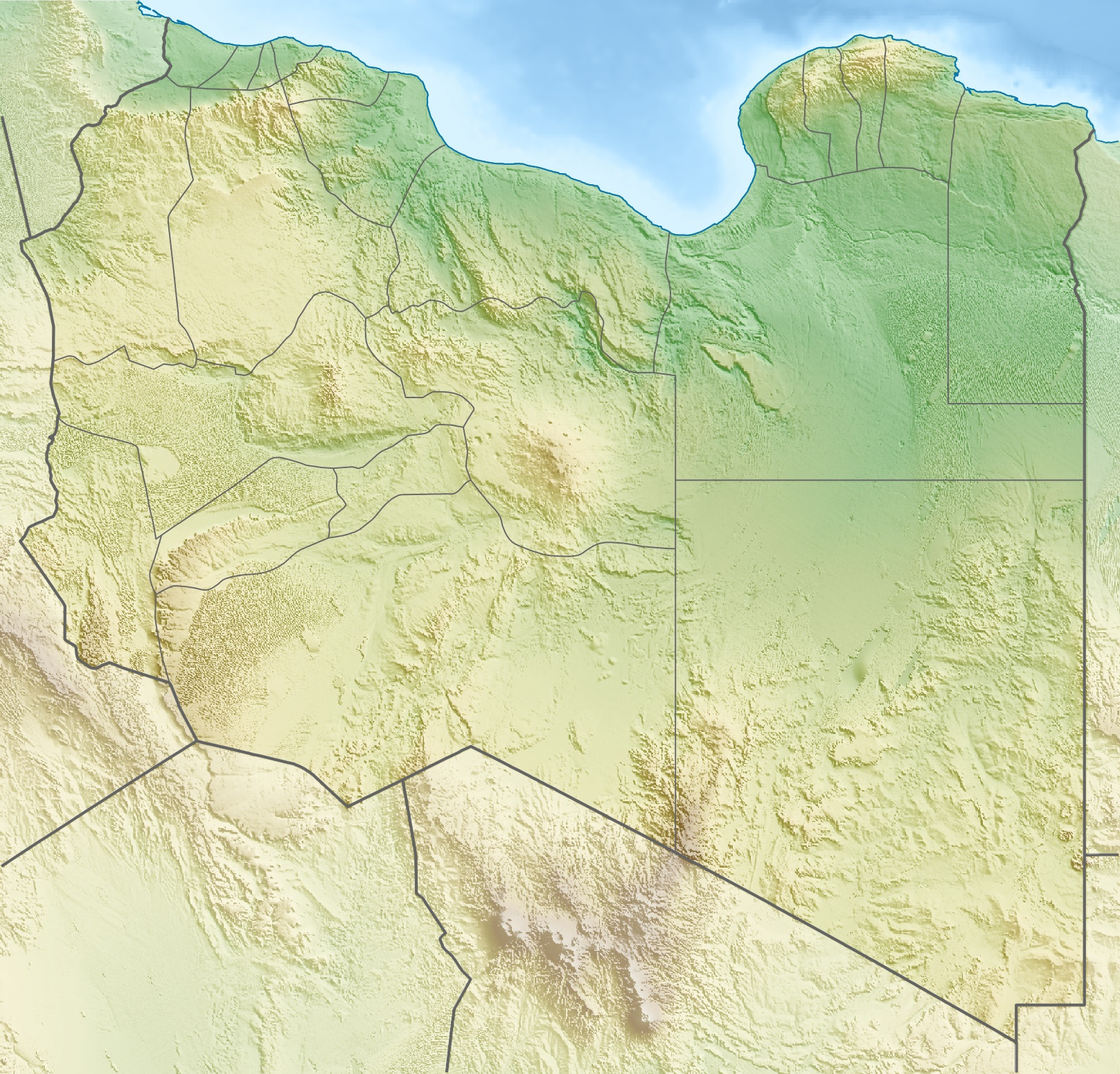
Рельеф Ливии
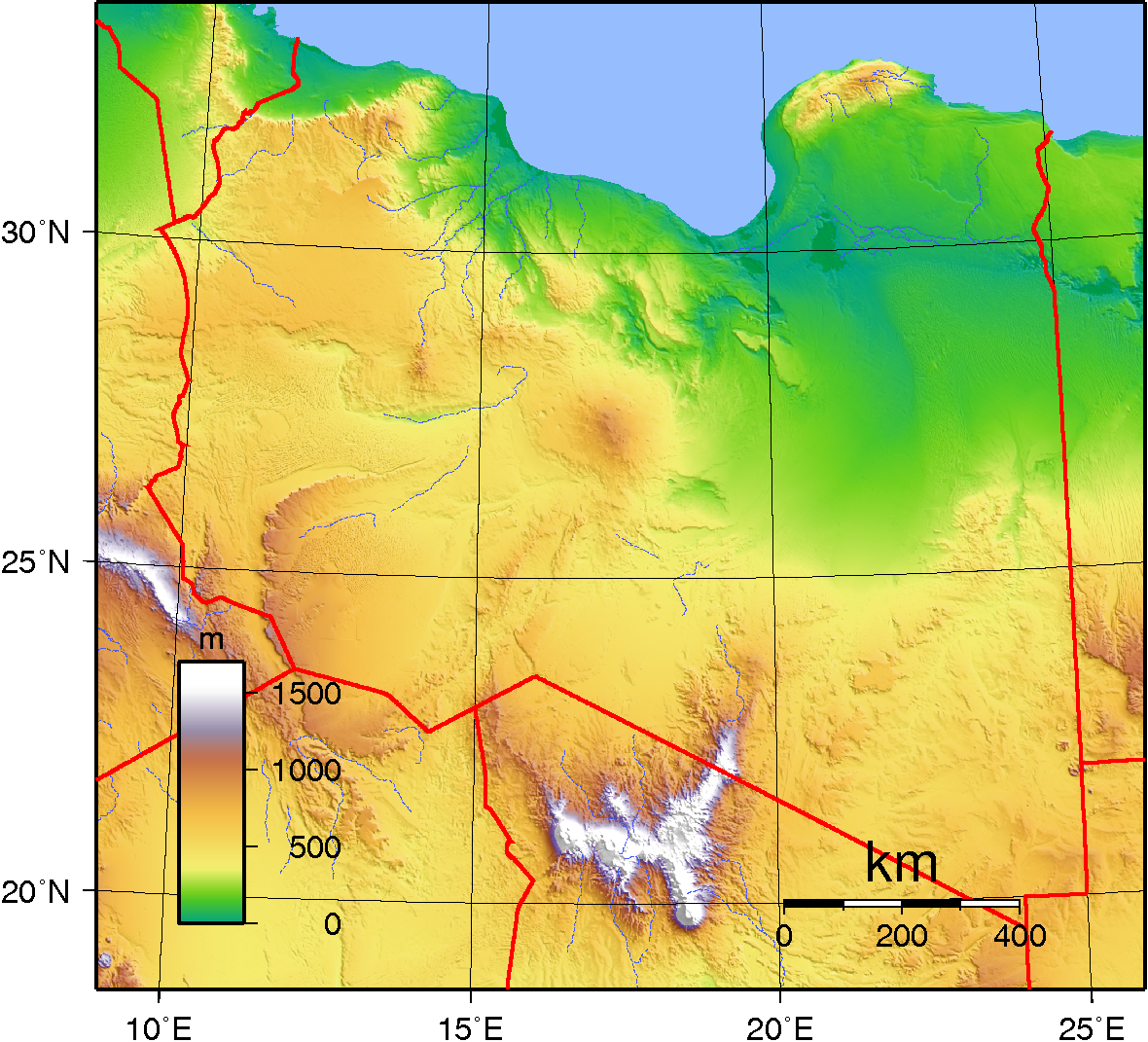
Физическая карта
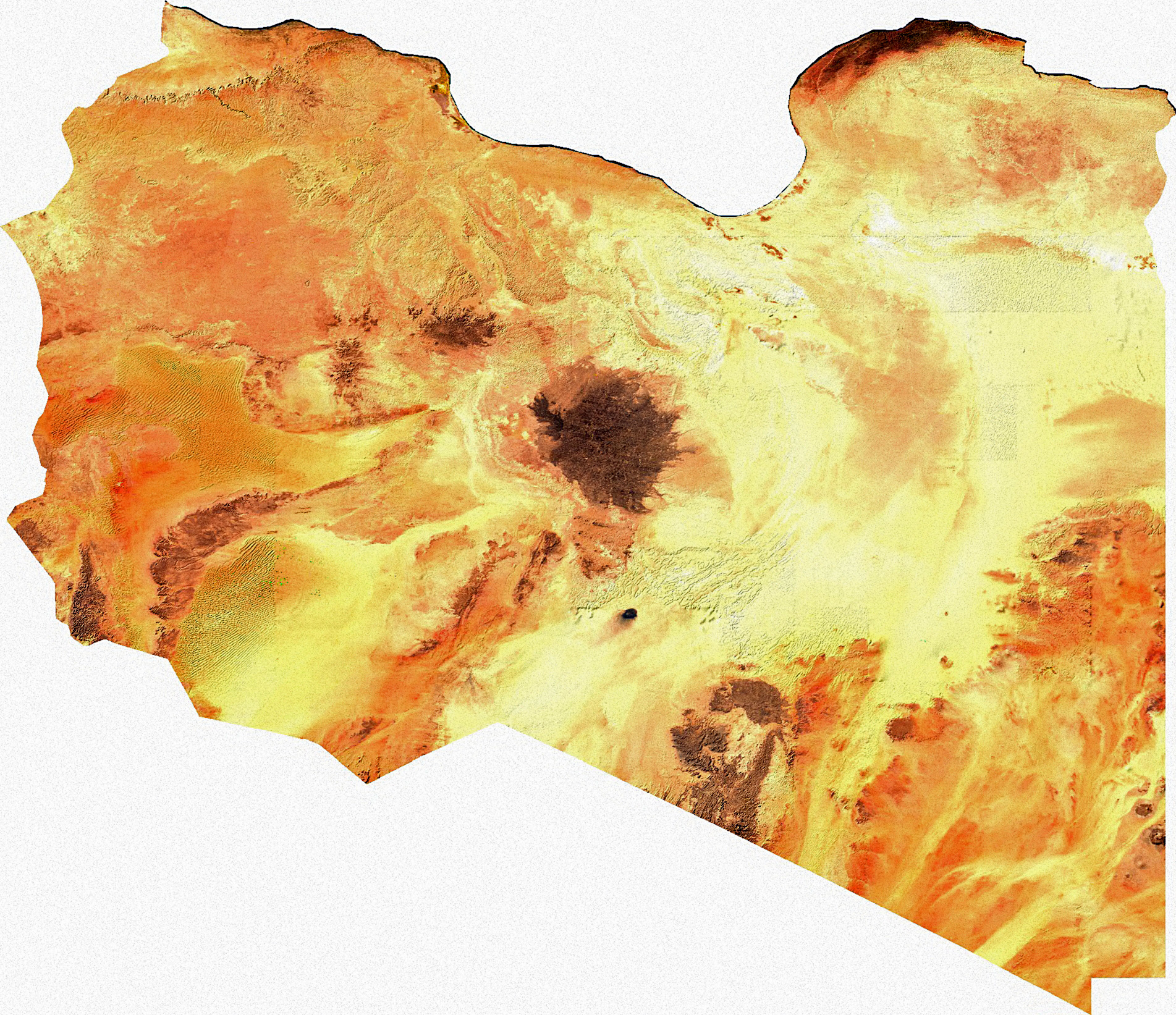
Спутниковый снимок
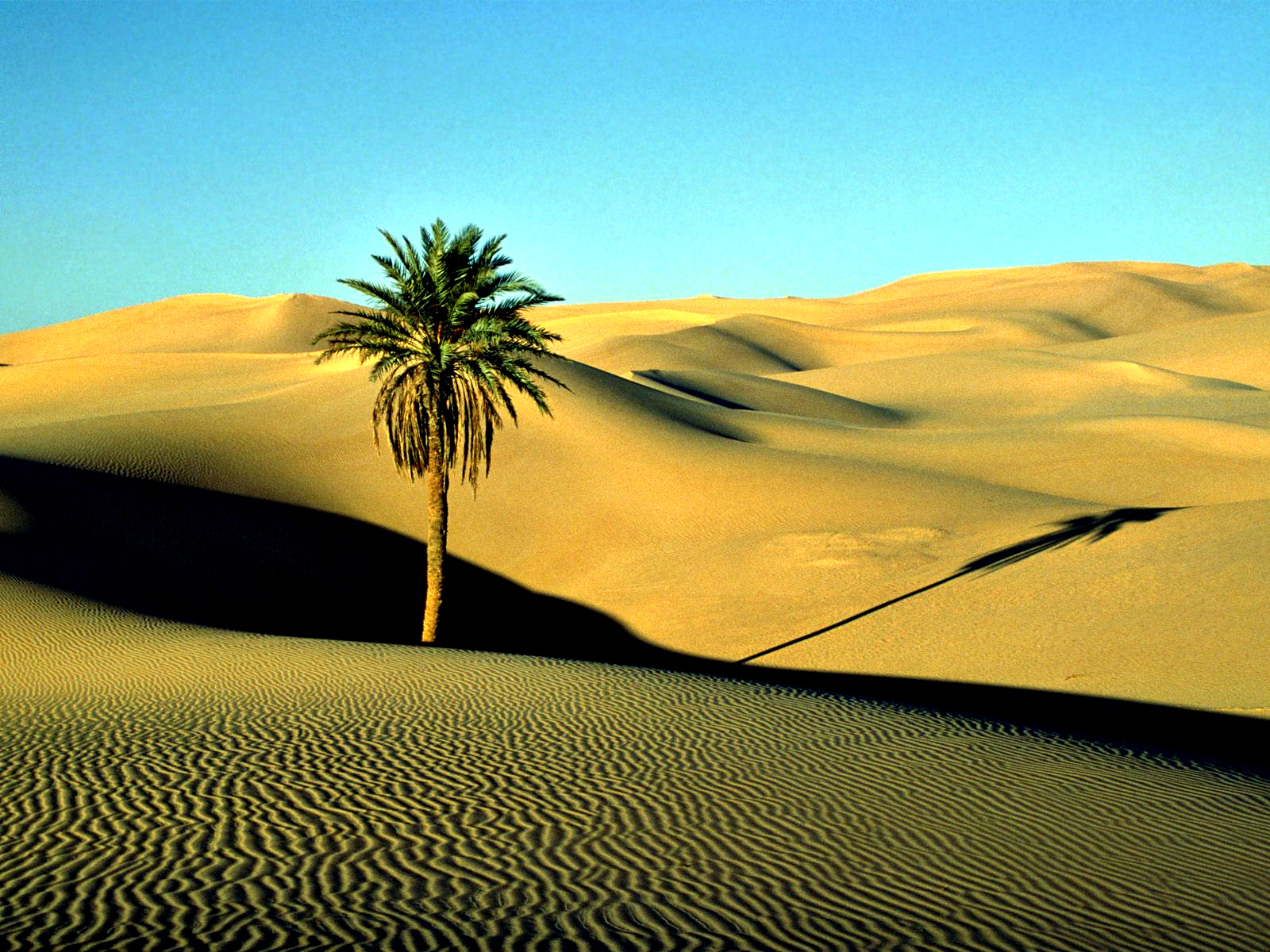
Сахара
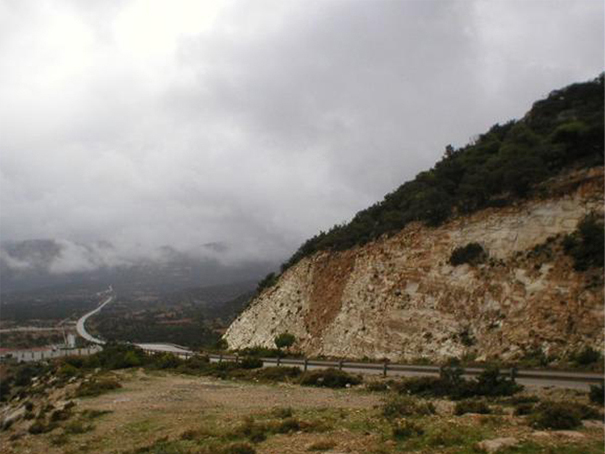
Плато Джебель-аль-Ахдар
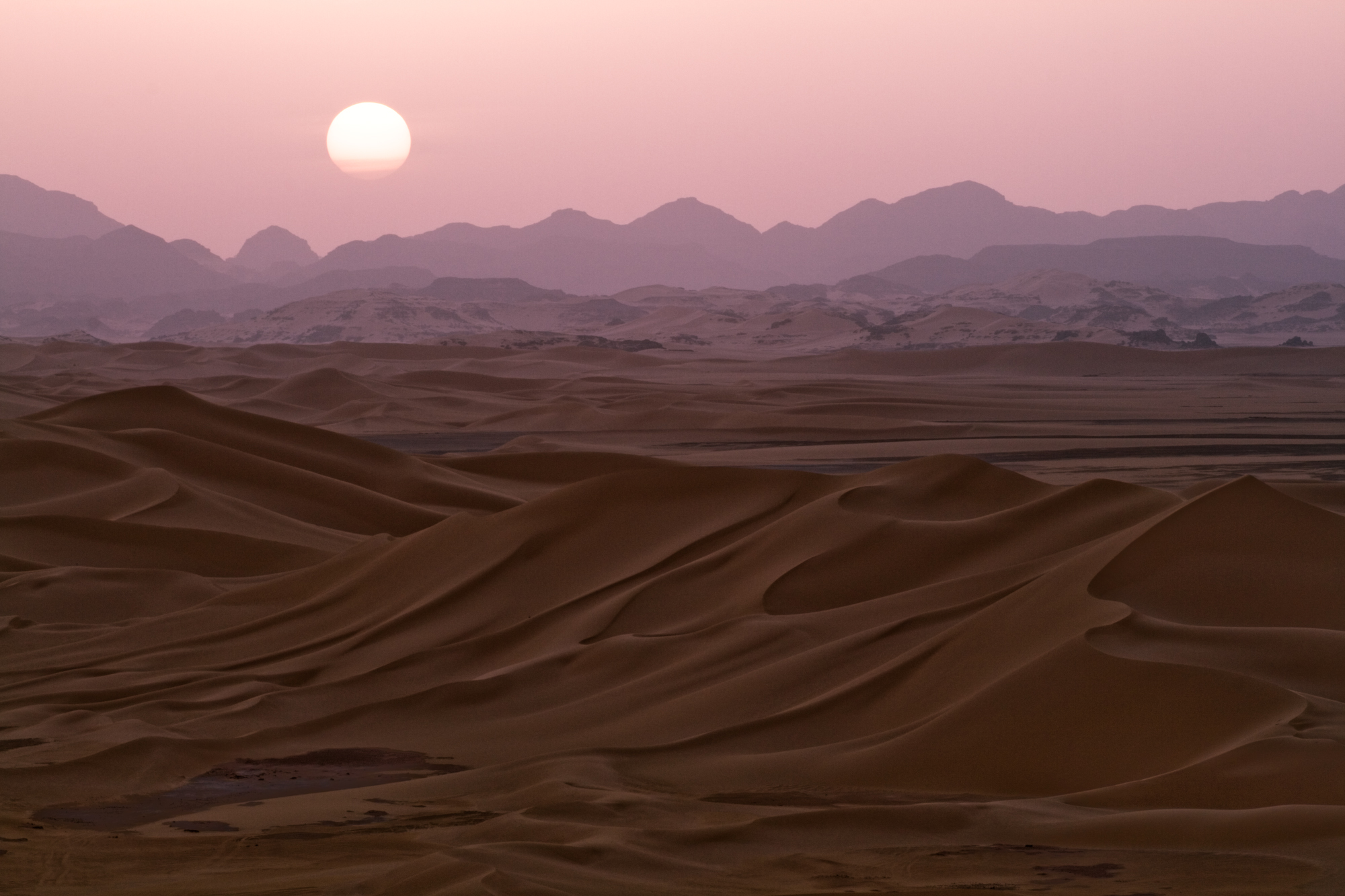
Закат в Сахаре

## Климат
Территория Ливии лежит в тропическом климатическом поясе, средиземноморское побережье в субтропическом. Весь год над территорией преобладают тропические воздушные массы. На большей части территории страны жаркая засушливая погода с большими перепадами температур между днём и ночью. На побережье зимой ветреная погода, приносящая дожди. Преобладают восточные пассатные ветры. Горы Джебель-аль-Ахдар вблизи Бенгази, на побережье Средиземного моря — влажный регион, здесь выпадает 400-600 мм осадков в год. За исключением отдельных прибрежных районов, гор и оазисов территория Ливии отличается крайней сухостью климата и непригодна для ведения сельского хозяйства.

## Животный мир
Животный мир Ливии относительно беден. На территории страны зарегистрировано 80 видов млекопитающих (5 — эндемики). Встречаются кабаны, североафриканские волки, полосатые гиены, лисицы, фенеки, северо-западные африканские гепарды, несколько видов антилоп. В морских водах — дельфины, кашалоты.

Млекопитающие Ливии
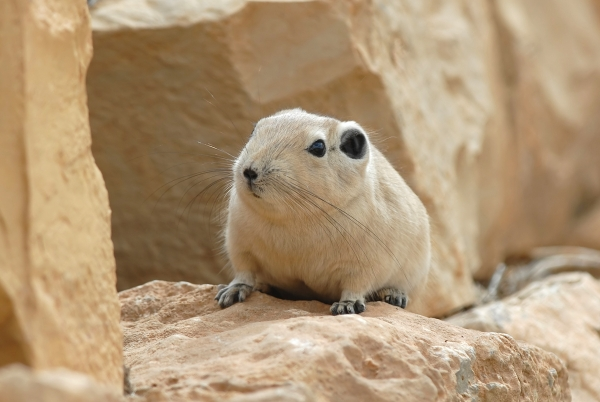
Пустынный гунди
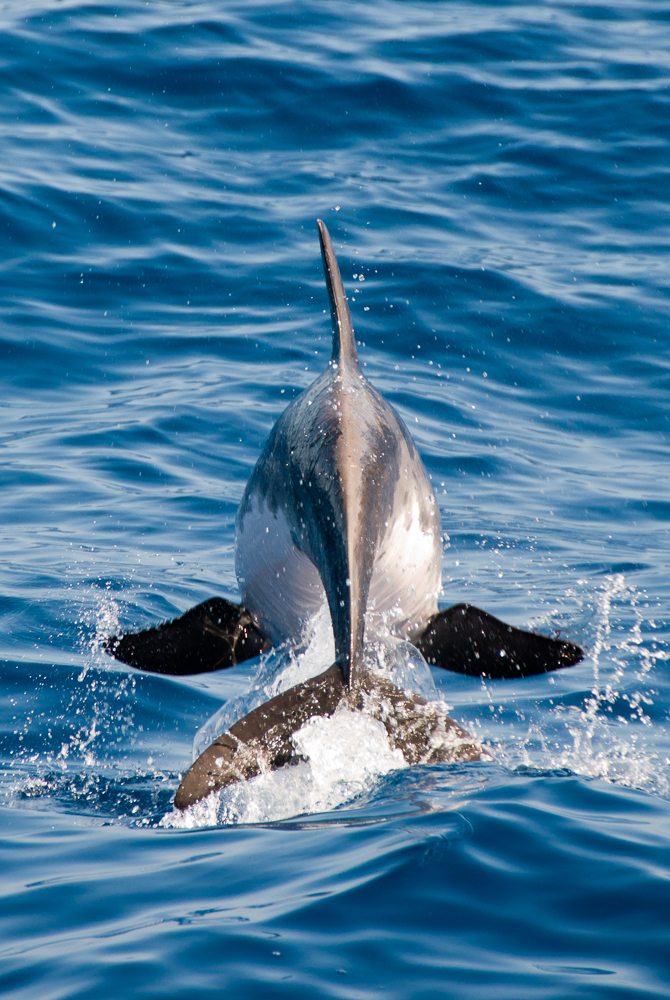
Крупнозубый дельфин
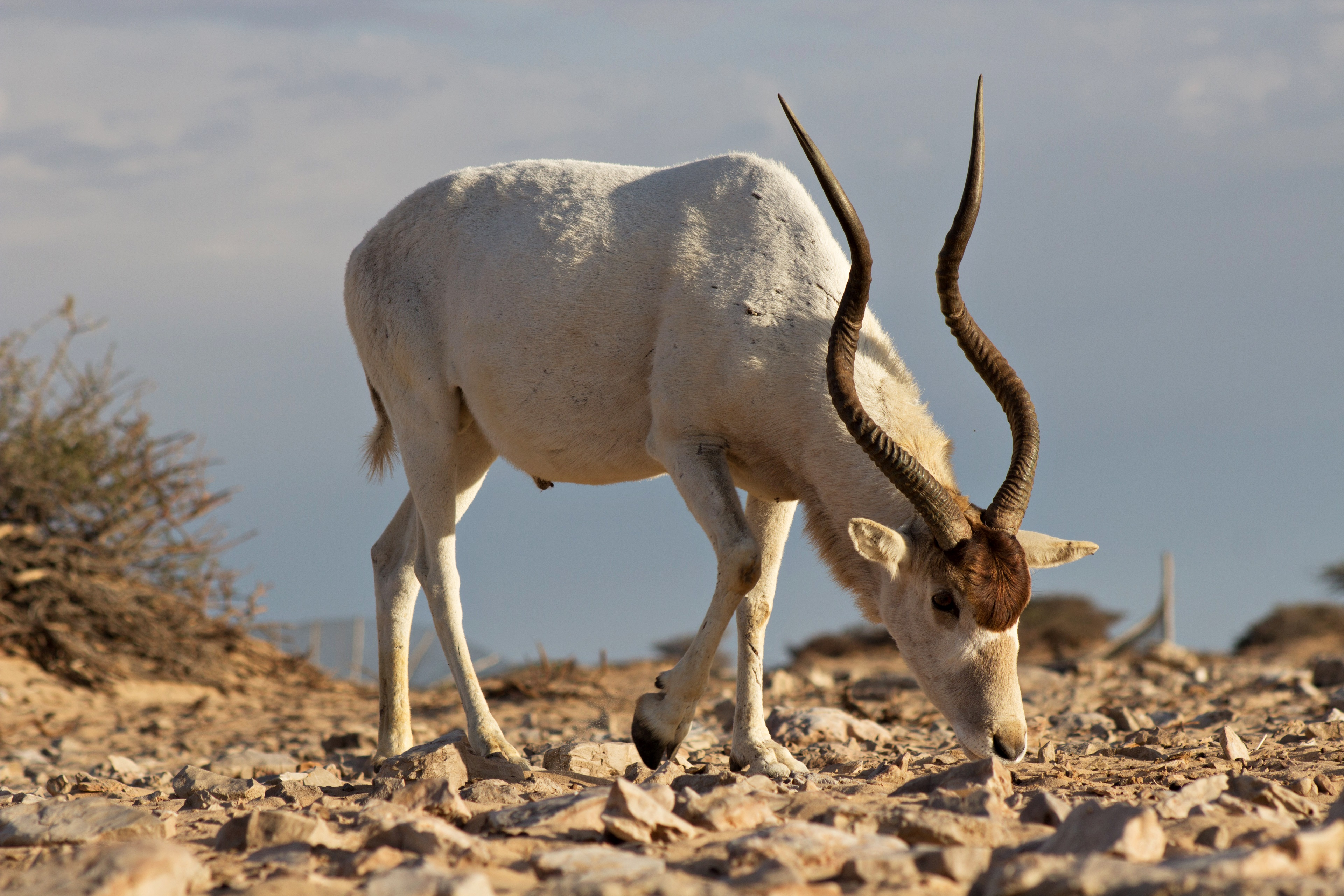
Аддакс
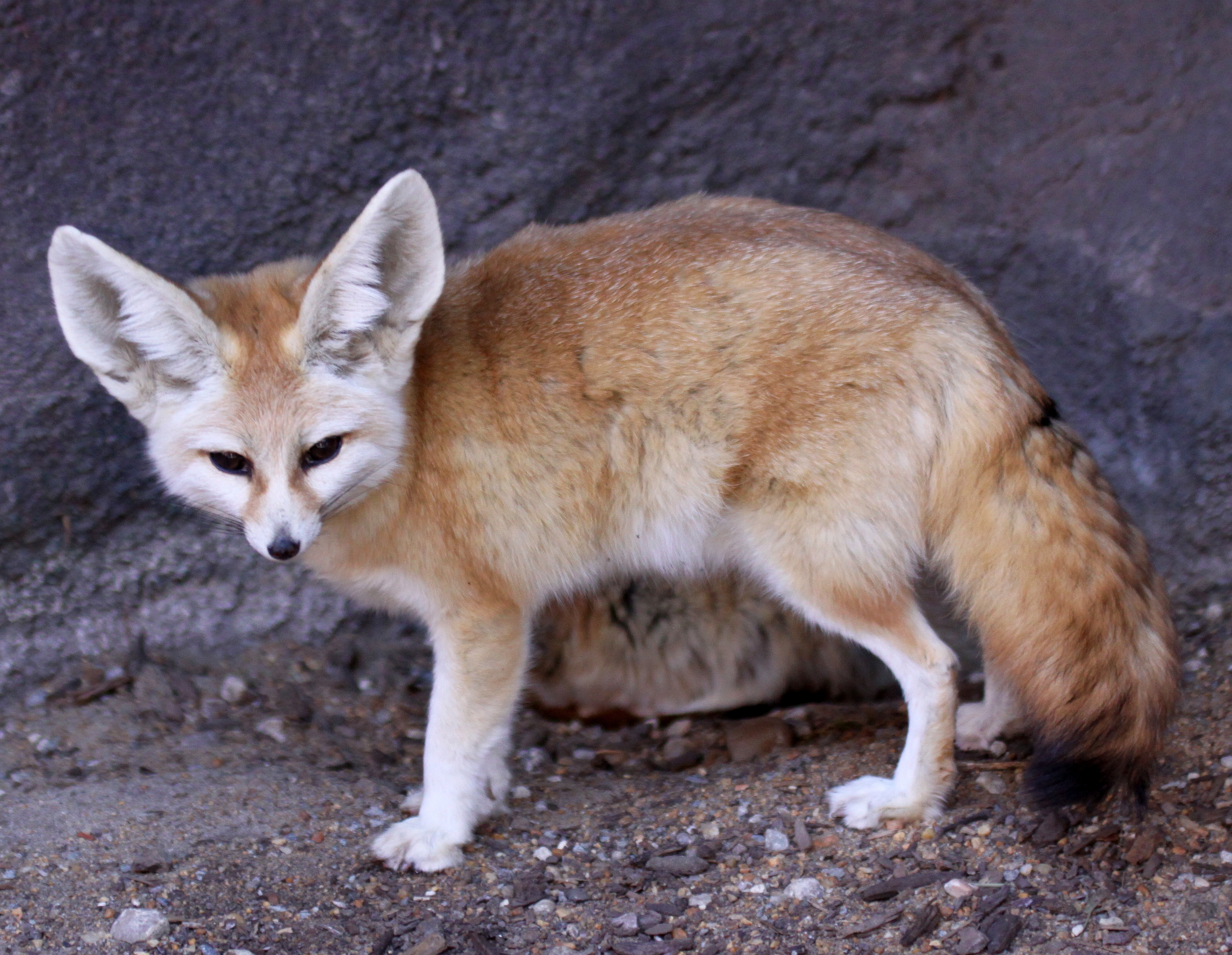
Фенек

Известно 360 видов птиц, в том числе обыкновенные страусы, зелёные щурки, удоды, розовые фламинго, белые и чёрные аисты.

Птицы Ливии
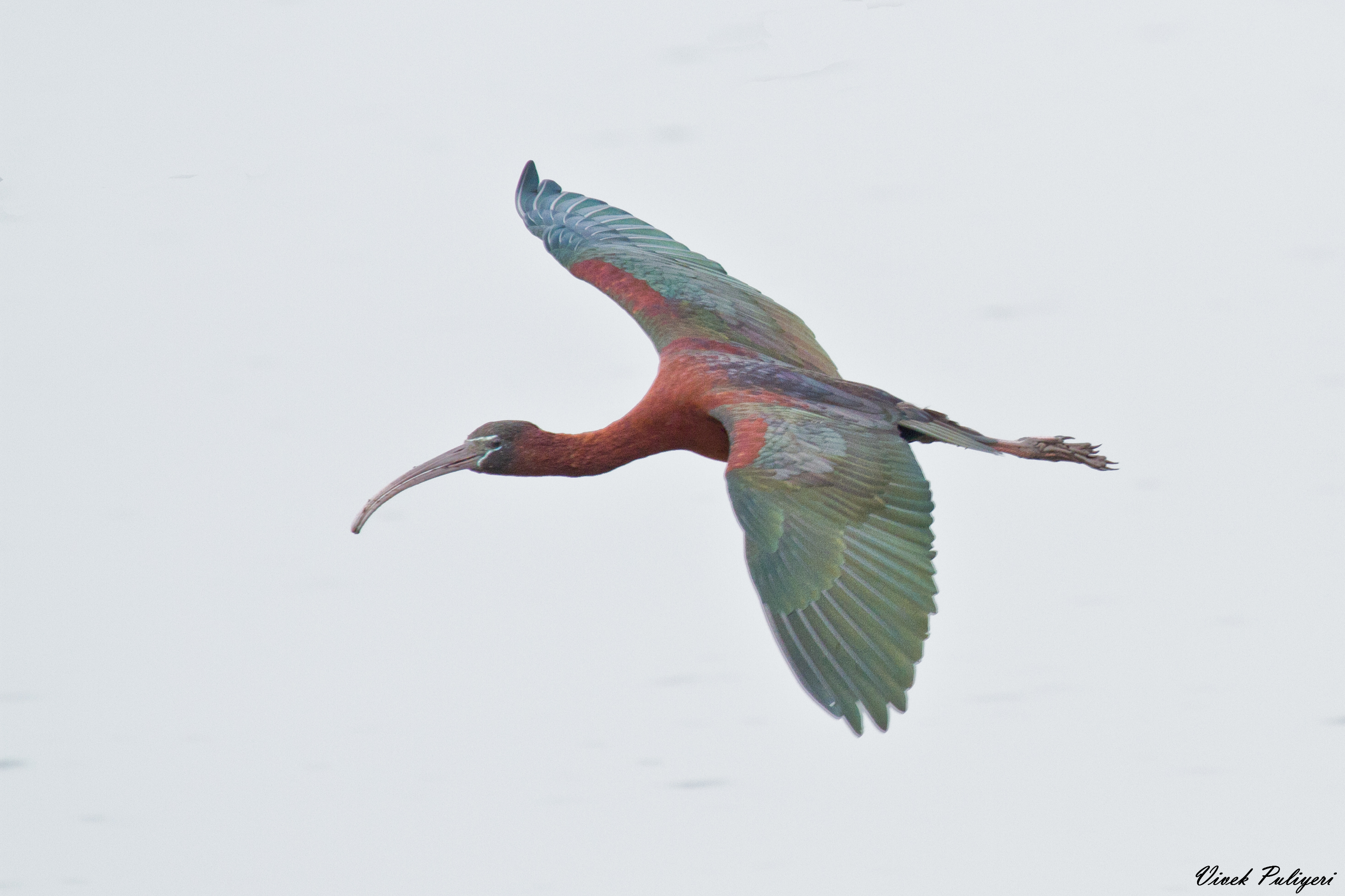
Каравайка
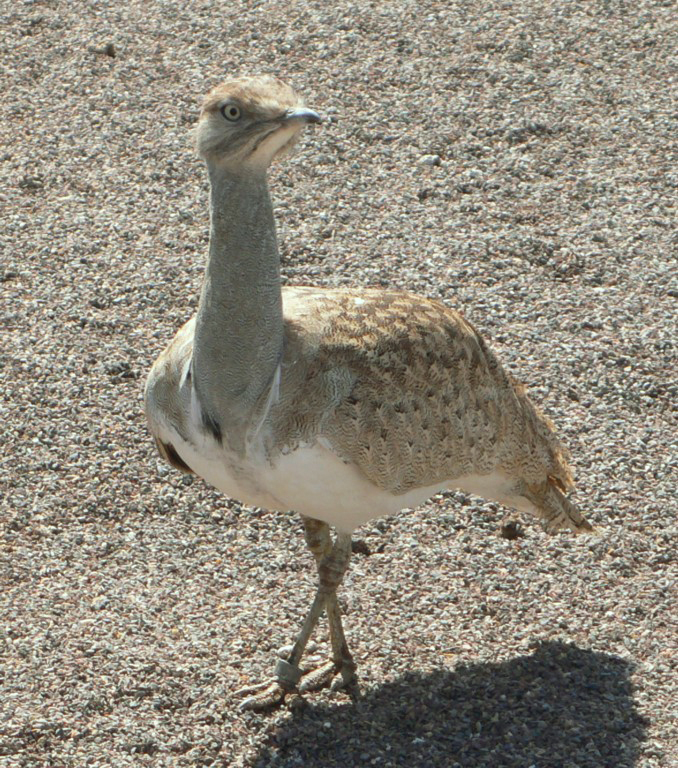
Вихляй
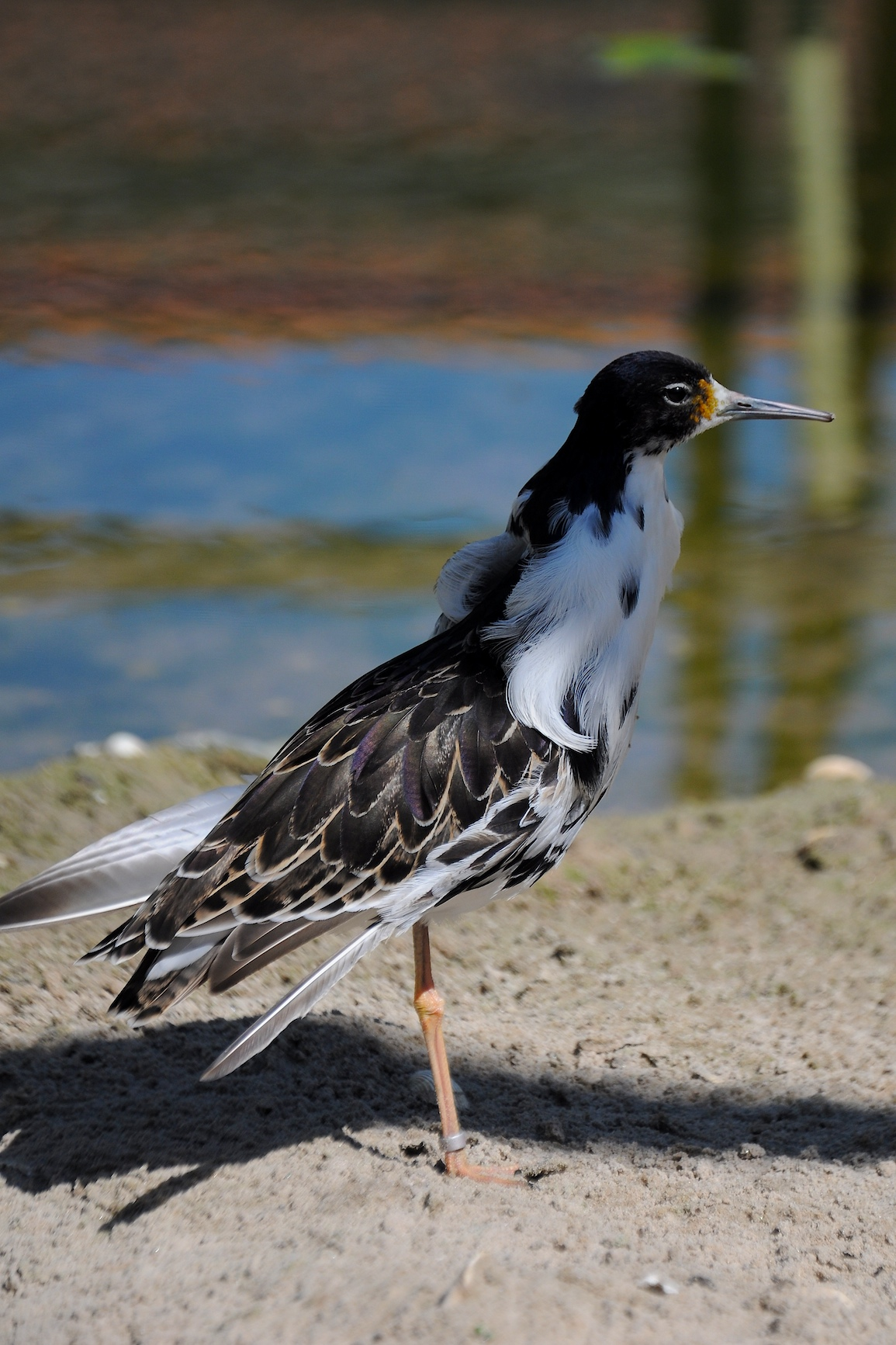
Турухтан
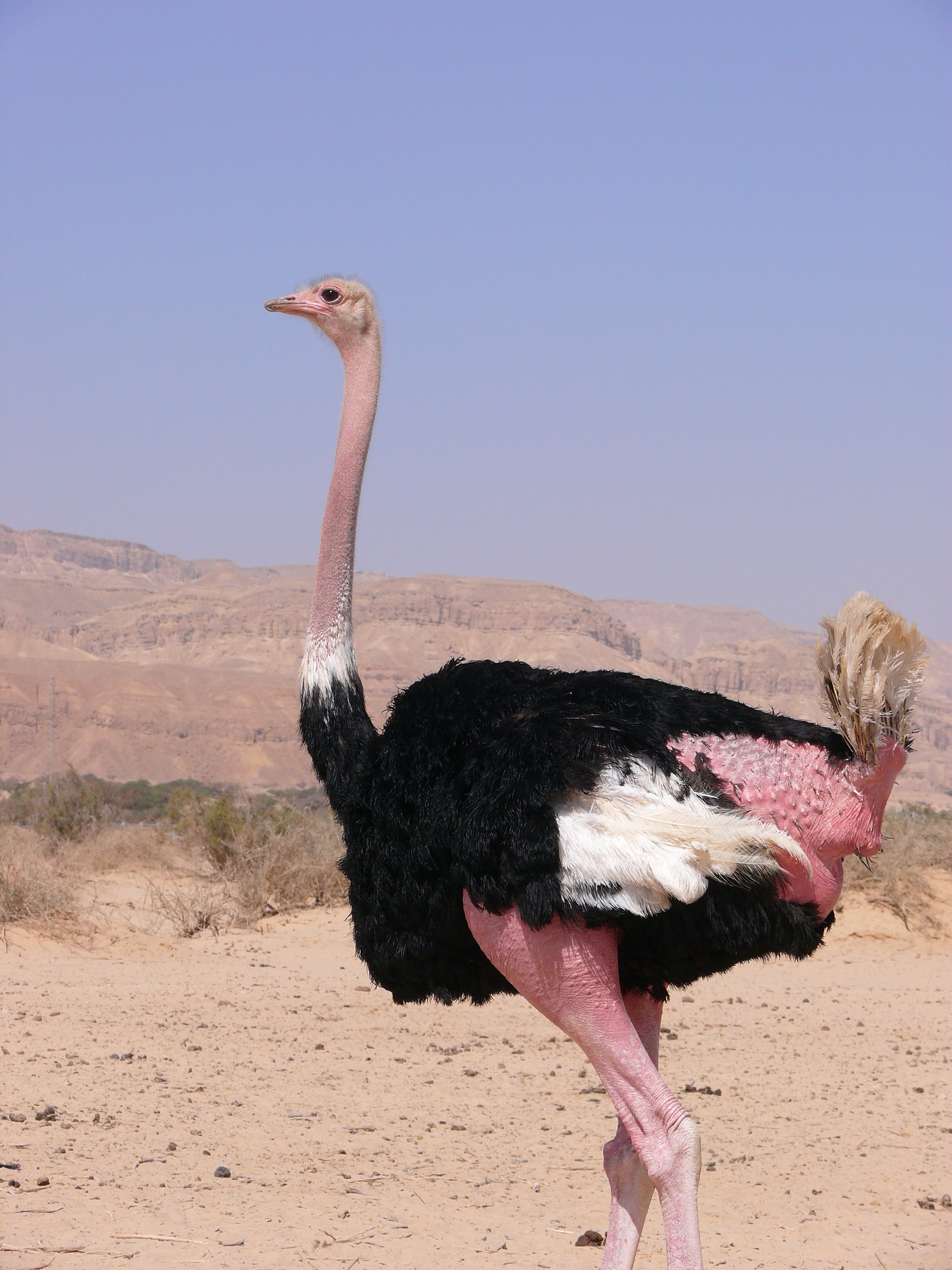
Обыкновенный страус

Насекомые Ливии
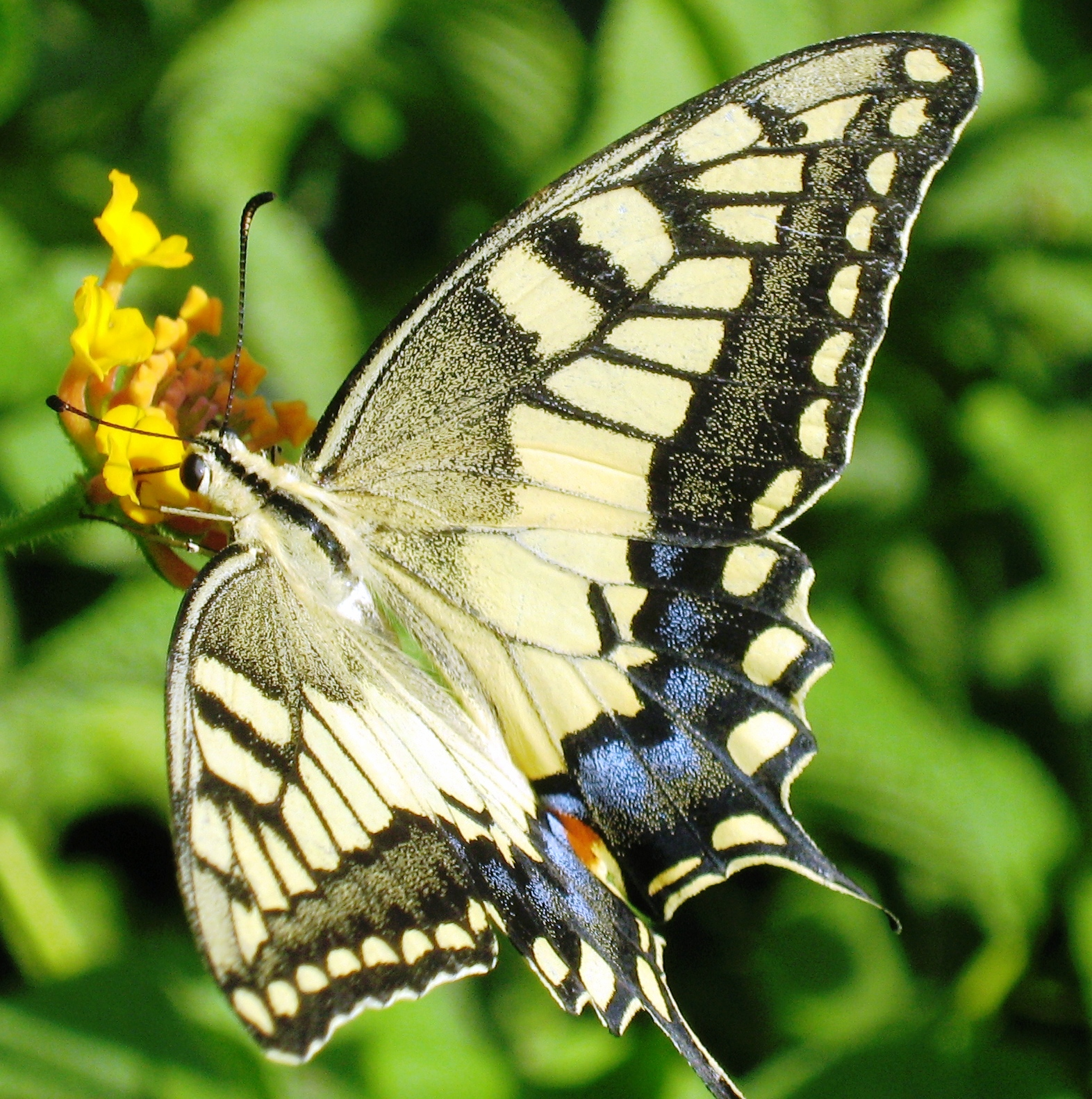
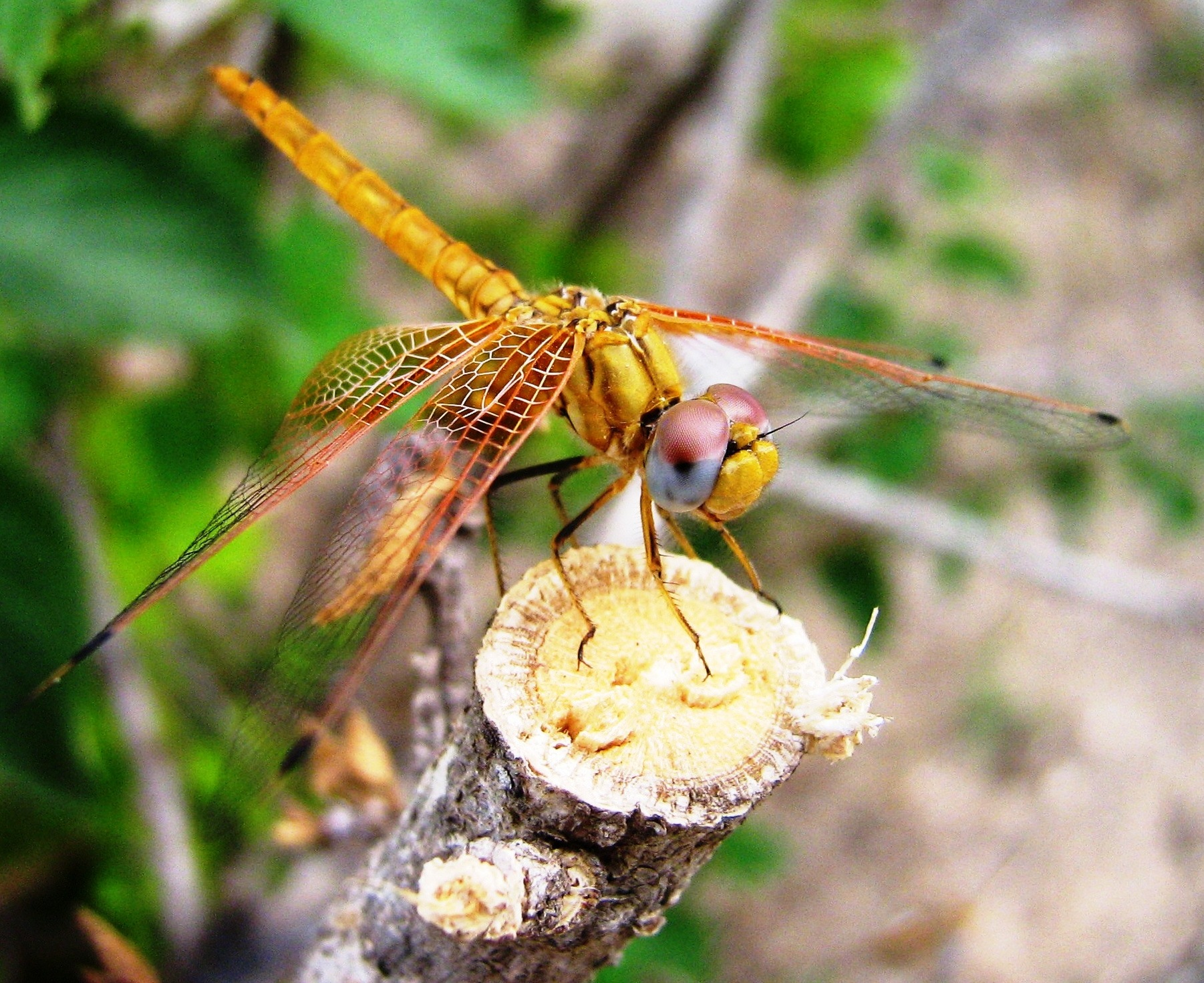
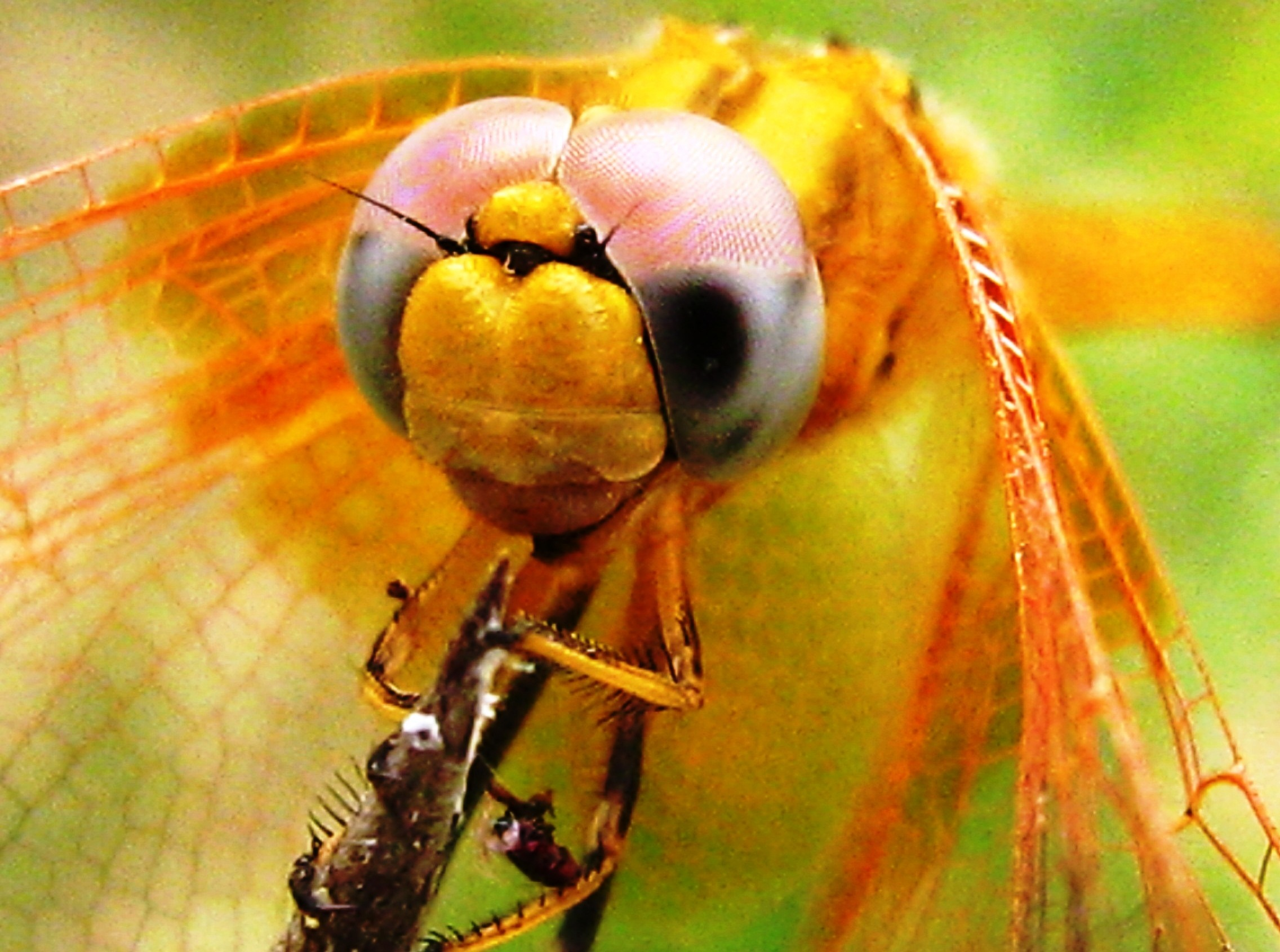
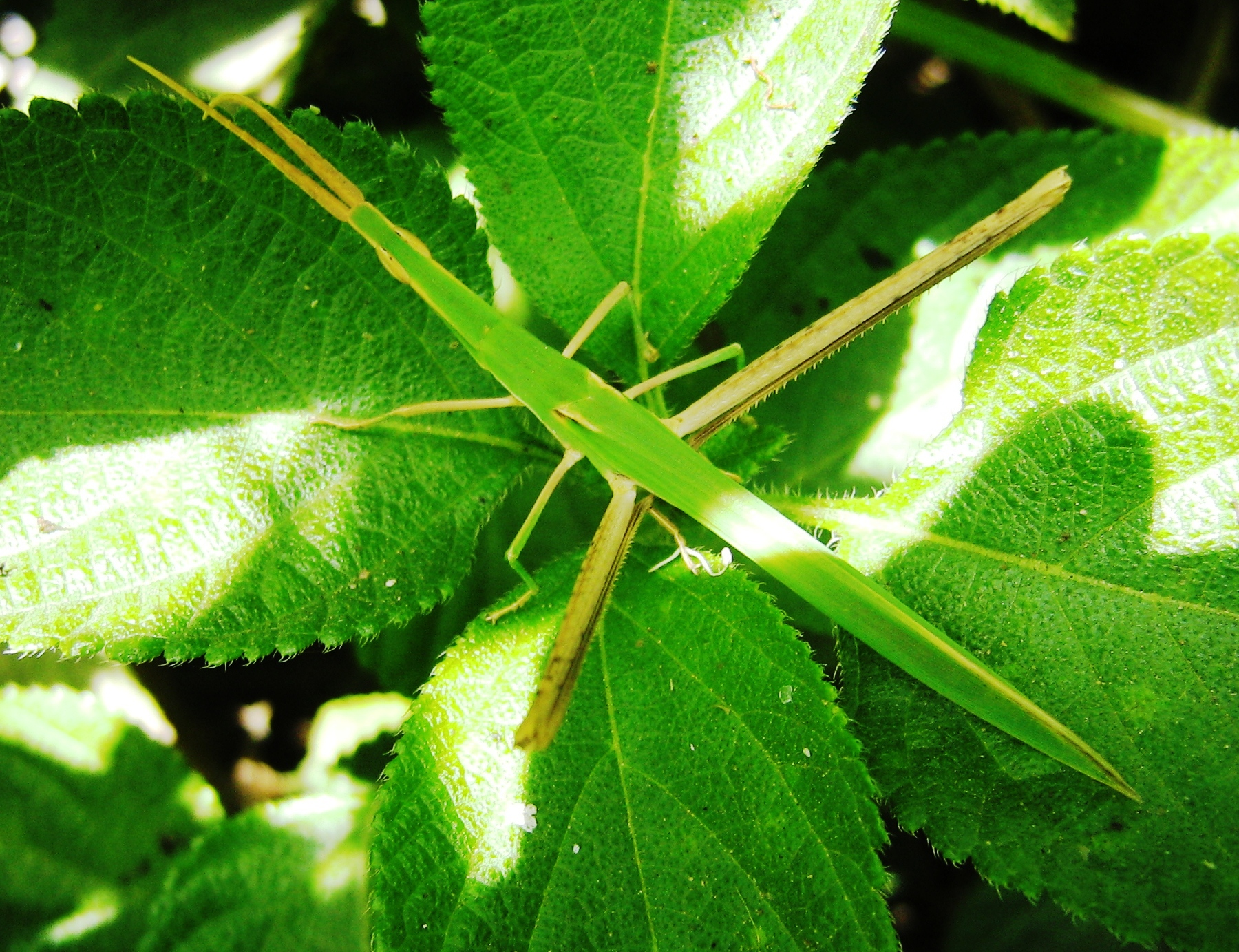

## Растительный мир Ливии

Средиземноморское побережье. Триполитания.
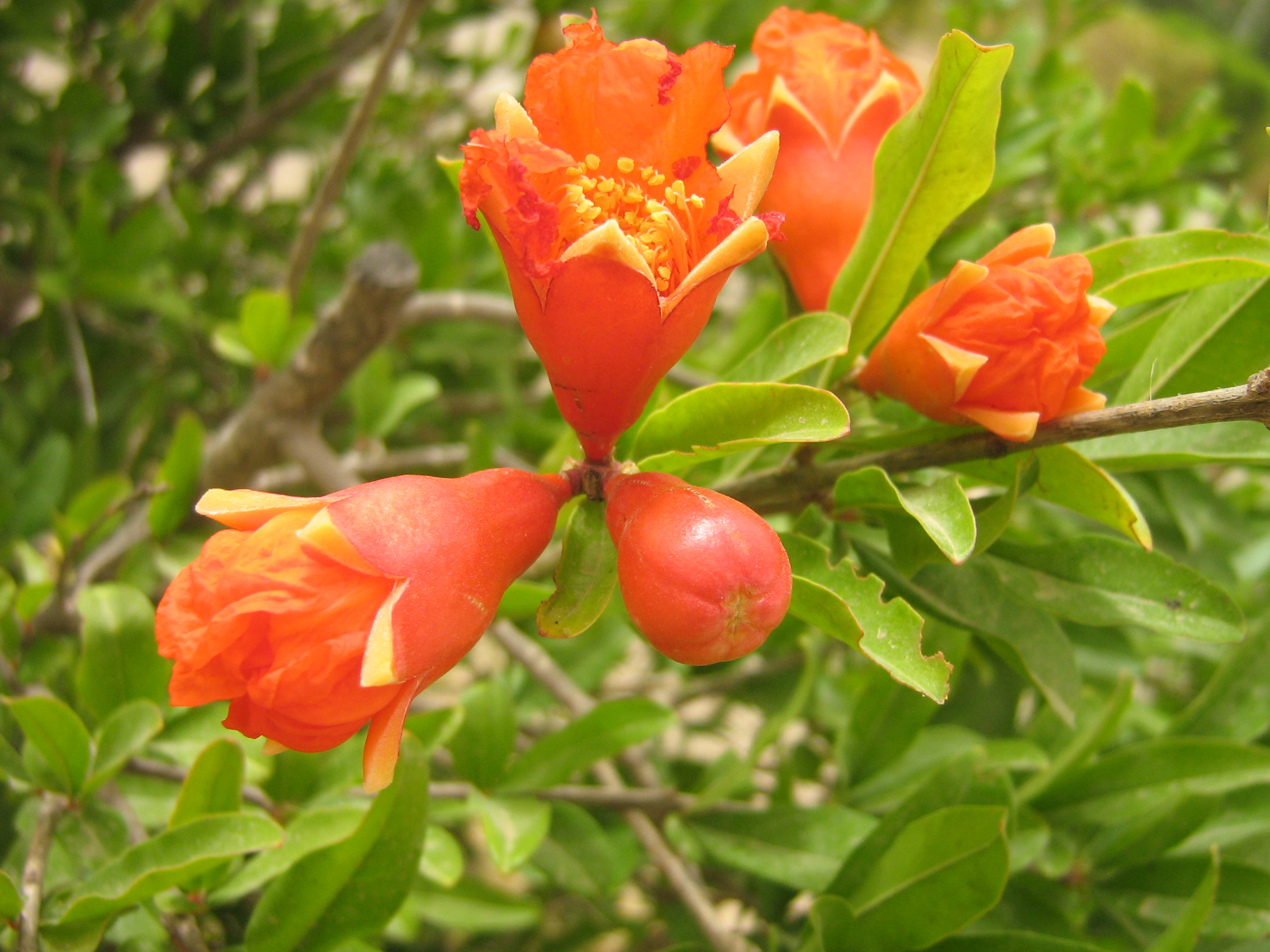
Цветущий гранат.
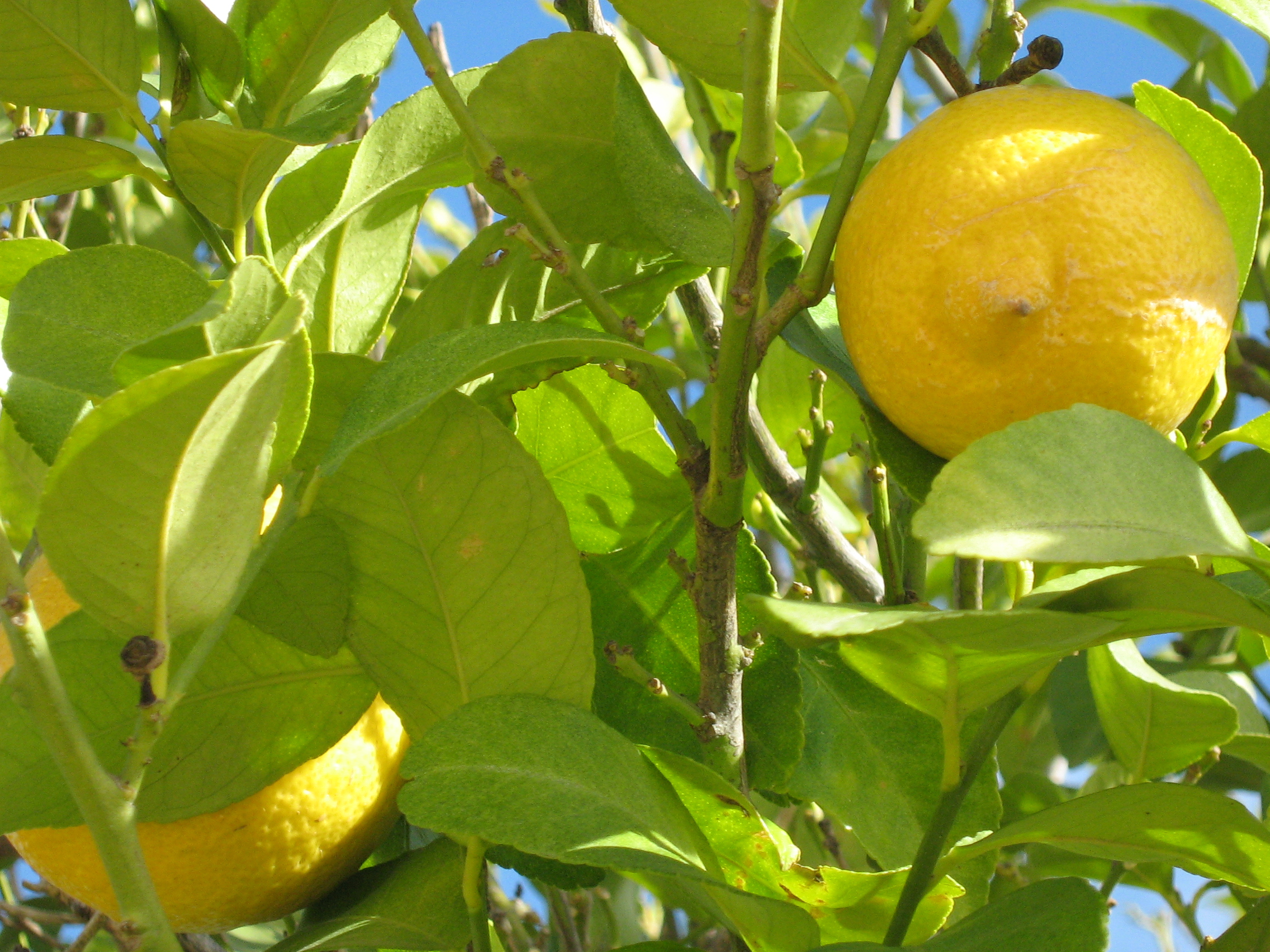
Созревшие лимоны.
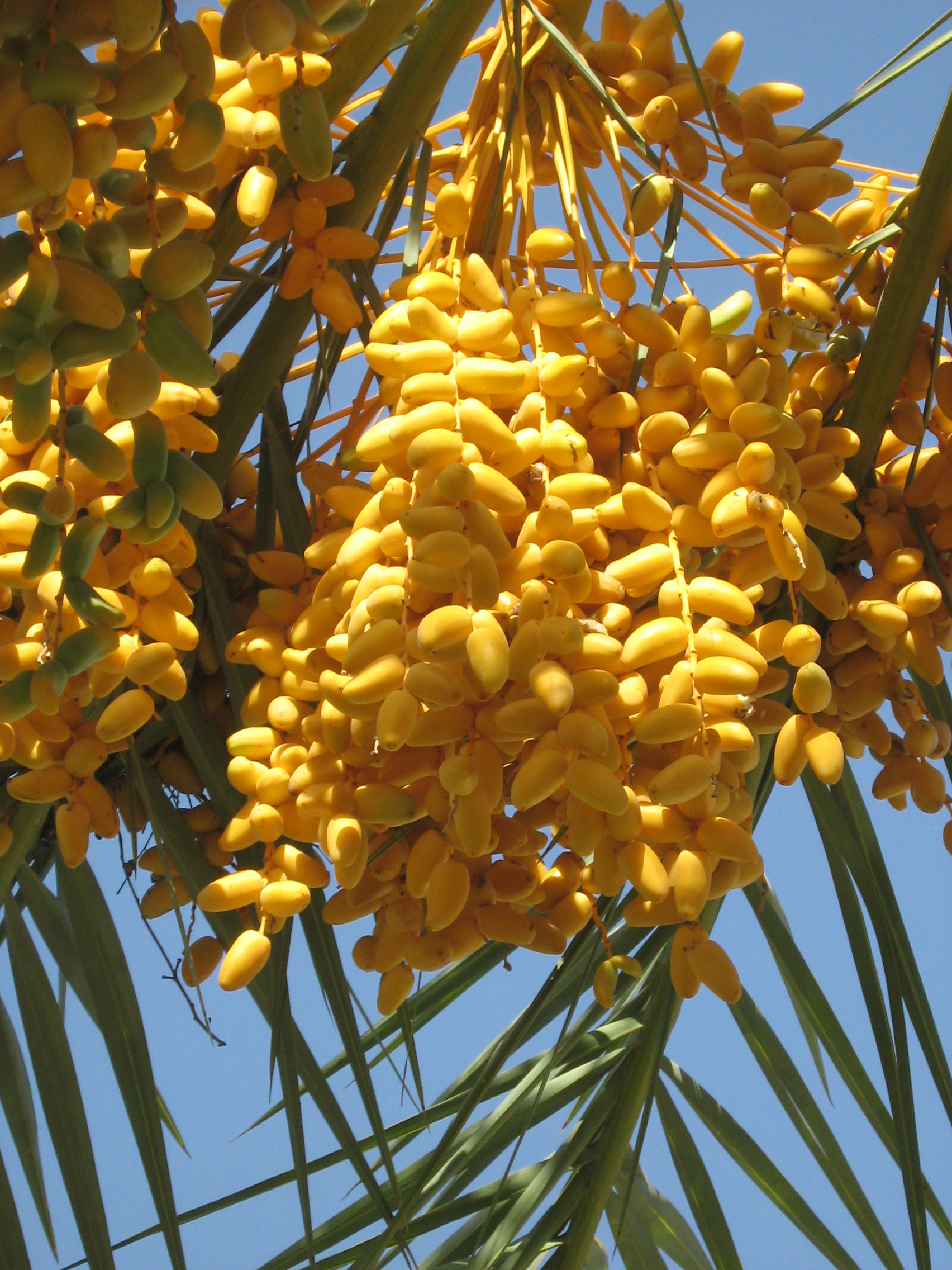
Дозревающие финики.(хутеньки)
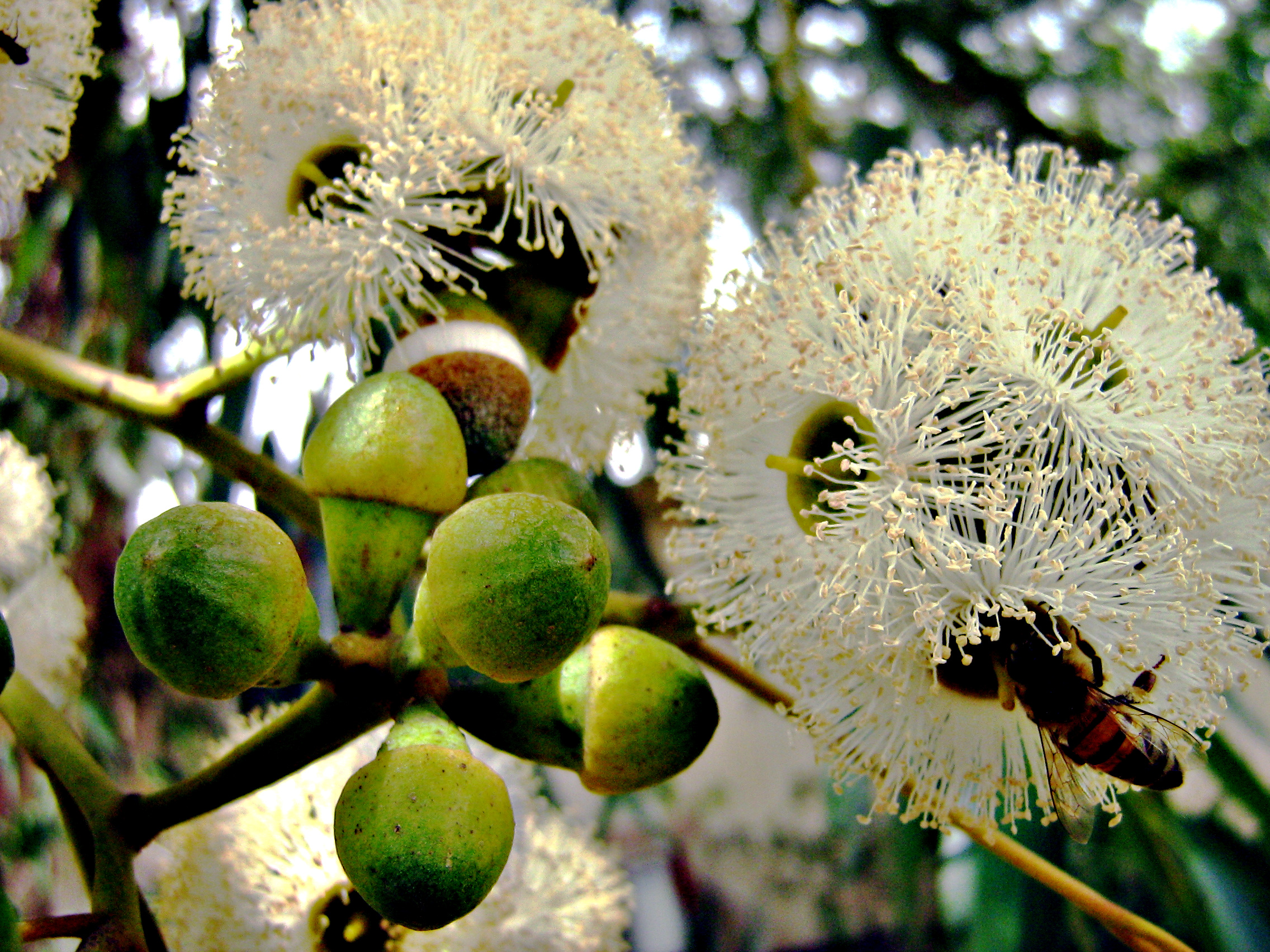
Медонос — цветущий эвкалипт.